# Фиалка опушённая
Фиа́лка опушённая, или Фиалка коротковолоси́стая (лат. Víola hírta) — многолетнее травянистое растение рода Фиалка семейства Фиалковые.

## Морфологическое описание
Многолетник высотой 5—10 см с многоглавым корневищем, из которого вырастают листовая розетка и цветки.
Листья с обеих сторон пушистые, длинночерешковые, яйцевидные или треугольно-сердцевидные, около 4 см в длину, с мелкогородчатой каймой. Летние листья крупнее, на более длинных черешках.
Цветки на длинных цветоножках, обоеполые, симметричные, без запаха. Чашелистики яйцевидные, тупые, с короткозакруглёнными придатками.
Цветёт в апреле-мае.
Плод — коробочка.

## Географическое распространение
Распространена в Европе в областях средиземноморского, умеренного и морского климата. Светлолюбива. Растёт на сухих, преимущественно известковых почвах: на травянистых полянах, лугах, среди кустарников, по опушкам светлых лесов.